# Sacos aéreos

Figura 1. Sistema de sacos aéreos em aves. Todos os sacos aéreos são pares, exceto o clavicular. Abreviações: aas, sacos aéreos abdominais; atas,sacos aéreos torácicos anteriores; cas,sacos aéreos cervicais; clas, saco aéreo clavicular; hd, divertículo humeral do saco aéreo clavicular; lu, pulmão; pns, seio paranasal; ptas, sacos aéreos torácicos posteriores; pts, seio paratimpânico; t traqueia.

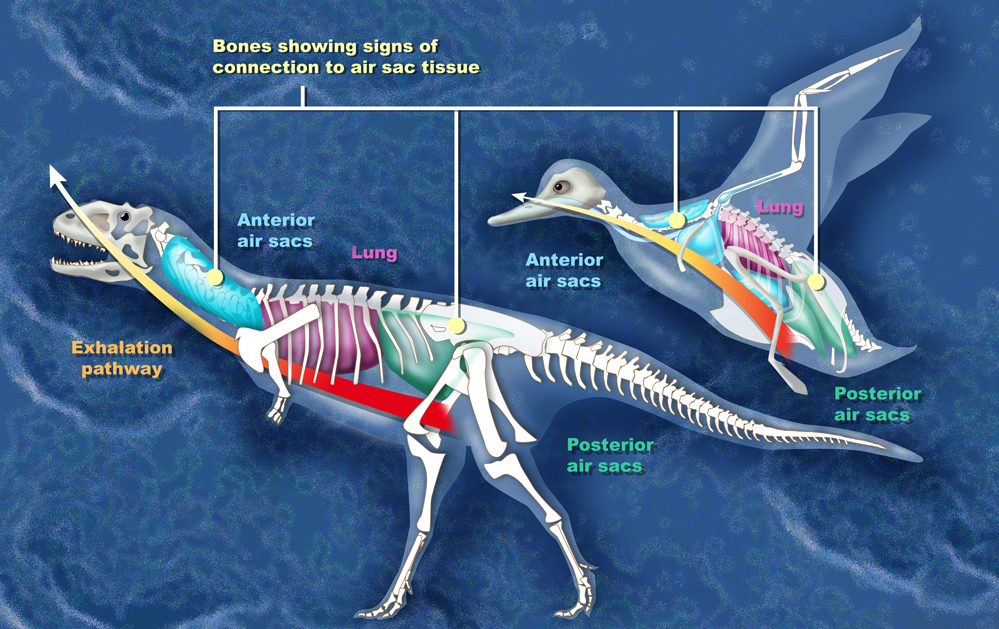
Figura 2. Comparação entre os sacos aéreos em aves e no dinossauro Majungasaurus.

Os sacos aéreos são estruturas que auxiliam tanto na respiração, quanto na diminuição da densidade do animal, auxiliando também no voo. Os sacos aéreos também podem estar envolvidos na regulação da temperatura corpórea.

## Caracterização
Os sacos aéreos são grandes, de paredes finas, formadas por um epitélio simples, não estratificado com algumas células ciliadas e células secretoras. Têm como origem os brônquios secundários, sendo ligados ao pulmão e conectados a alguns ossos pneumáticos através de divertículos que invadem esses ossos.
Na maioria das aves eles são divididos em dois grupos, conforme a posição anatômica:
- Cranial - dois sacos aéreos cervicais, dois torácicos craniais e um clavicular
- Caudal - dois sacos aéreos torácicos caudais, dois sacos aéreos abdominais.

Não há estrutura análoga aos sacos aéreos de aves no sistema respiratório de mamíferos.
A possibilidade de presença de sacos aéreos em répteis é verificada a partir de fósseis encontrados na Argentina do dinossauro Aerosteon riocoloradensis. Os ossos deste réptil tinham grandes espaços vazios, o que sugere a presença de sacos aéreos semelhantes aos das aves modernas. A diminuição do peso do esqueleto não é a única função dos sacos aéreos neste dinossauro. Nesse caso eles já estão relacionados à ventilação dos pulmões.
A origem e a evolução dos sacos aéreos nas aves podem ter sido conduzidas por um ou vários dos seguintes fatores: maior eficiência na ventilação direta dos pulmões; equilíbrio locomotor nos bípedes e termorregulação. Esse pode ser um elo que faltava entre os dinossauros Terópodes e as aves.

## Sacos aéreos e respiração das aves
As aves não possuem diafragma, o pulmão é rígido e tem como função realizar as trocas gasosas. Os sacos aéreos atuam na movimentação do ar pela diferença de pressão.
Na inspiração aumenta-se o volume corporal, diminuindo a pressão nos sacos aéreos em relação à atmosfera, que faz com que o ar passe pelos brônquios e sacos aéreos torácicos posteriores e abdominais e para o pulmão parabronquial. Além disso o ar do pulmão é levado para os sacos aéreos clavicular e torácicos craniais.
Na expiração diminui-se o volume corporal, aumentando a pressão nos sacos aéreos, que faz com que o ar seja forçado a sair dos sacos aéreos torácicos caudais e abdominais para o pulmão e o ar dos sacos aéreos clavicular e torácicos sejam expelidos pelos brônquios.
Em aves este fluxo é contínuo e unidirecional, o que aumenta a eficiência da ventilação (20% mais eficiente do que a respiração dos mamíferos). Essa eficiência na troca de gases possibilita as aves respirar em altas altitudes, onde a concentração de oxigênio é mais baixa.
As aves são animais endotérmicos, ou seja, produzem calor pelo próprio metabolismo(a temperatura não varia de acordo com o ambiente)
Aparentam penas, utilizadas tanto para voar quanto para impedir a perda de calor e manter a temperatura corporal.
A pele é impermeável diminuindo a perda de agua e permitindo que as aves habitem em regiões secas.
As aves não têm dentes, elas possuem papos, utilizados para armazenar alimentos.
A respiração é pulmonar, que estão ligados a projeção chamada saco aéreo.
São ovíparas, com fecundação interna. Os ovos possuem casca para proteção.